# Bohemian Rhapsody: The Original Soundtrack
Bohemian Rhapsody: The Original Soundtrack je soundtrack k životopisnému filmu o britské rockové skupině Queen Bohemian Rhapsody z roku 2018 . Jedná se o hudební nahrávku, obsahující některé nevydané, přepracované skladby, album obsahuje také nahrávky skupiny z vystoupení na koncertě Live Aid (1985), nebo například ve Wembley v roce 1986. Soundtrack byl vydán společnostmi Hollywood Records a EMI Records 19. října 2018. Nahrávka byla oceněna jako nejlepší soundtrack na udílení American Music Awards.

## Seznam skladeb
| Pořadí | Název                                                                       | Autor                    | Původní album                              | Délka |
| ------ | --------------------------------------------------------------------------- | ------------------------ | ------------------------------------------ | ----- |
| 1.     | 20th Century Fox Fanfare (aranžmá Brian May)                                | Alfred Newman            | Bohemian Rhapsody: The Original Soundtrack | 0:25  |
| 2.     | Somebody to Love                                                            | Freddie Mercury          | A Day at the Races                         | 4:56  |
| 3.     | Doing All Right (Revisited) (skupina Smile)                                 | Brian May · Tim Staffell | Queen                                      | 3:17  |
| 4.     | Keep Yourself Alive (Live at the Rainbow Theatre, Londýn, 31. března 1974)  | May                      | Live at the Rainbow '74                    | 3:56  |
| 5.     | Killer Queen                                                                | Mercury                  | Sheer Heart Attack                         | 2:59  |
| 6.     | Fat Bottomed Girls (Live in Paris, Francie, 27. března 1979)                | May                      | Bohemian Rhapsody: The Original Soundtrack | 4:38  |
| 7.     | Bohemian Rhapsody                                                           | Mercury                  | A Night at the Opera                       | 5:55  |
| 8.     | Now I'm Here (Live at Hammersmith Odeon, Londýn, 24. prosince 1975)         | May                      | Live at Hammersmith Odeon                  | 4:26  |
| 9.     | Crazy Little Thing Called Love                                              | Mercury                  | The Game                                   | 2:43  |
| 10.    | Love of My Love (Live at Rock in Rio Festival, 19. ledna 1985)              | Mercury                  | Bohemian Rhapsody: The Original Soundtrack | 4:29  |
| 11.    | We Will Rock You (Movie Mix)                                                | May                      | News of the World                          | 2:09  |
| 12.    | Another One Bites the Dust                                                  | John Deacon              | The Game                                   | 3:35  |
| 13.    | I Want to Break Free (Single Mix)                                           | Deacon                   | The Works                                  | 3:43  |
| 14.    | Under Pressure (skupina Queen a David Bowie)                                | Queen · David Bowie      | Hot Space                                  | 4:04  |
| 15.    | Who Wants to Live Forever                                                   | May                      | A Kind of Magic                            | 5:15  |
| 16.    | Bohemian Rhapsody (Live Aid, Wembley Stadium, Londýn, 13. července 1985)    | Mercury                  | Bohemian Rhapsody: The Original Soundtrack | 2:28  |
| 17.    | Radio Ga Ga ((Live Aid, Wembley Stadium, Londýn, 13. července 1985)         | Taylor                   | Bohemian Rhapsody: The Original Soundtrack | 4:06  |
| 18.    | Ay-Oh (Live Aid, Wembley Stadium, Londýn, 13 . července 1985)               | Mercury                  | Bohemian Rhapsody: The Original Soundtrack | 0:41  |
| 19.    | Hammer to Fall (Live Aid, Wembley Stadium, Londýn, 13 . července 1985)      | May                      | Bohemian Rhapsody: The Original Soundtrack | 4:04  |
| 20.    | We Are the Champions (Live Aid, Wembley Stadium, Londýn, 13. července 1985) | Mercury                  | Bohemian Rhapsody: The Original Soundtrack | 3:57  |
| 21.    | Don't Stop Me Now (Revisited)                                               | Mercury                  | Jazz                                       | 3:38  |
| 22.    | The Show Must Go On                                                         | Queen                    | Innuendo                                   | 4:32  |

## Obsazení
Queen
- Freddie Mercury – zpěv, klavír (2, 4–22) kytara (9), varhany (14)
- Brian May – kytara, doprovodné vokály (1–22), syntezátor (15, 22), varhany
- John Deacon – baskytara (2, 4–22), kytara (12, 13), klavír (12), syntezátor (13)
- Roger Taylor – bicí, doprovodné vokály (2–22)

Smile
- Tim Stafell – baskytara, zpěv (3)
- Brian May – kytara, zpěv (3)
- Roger Taylor – bicí, zpěv (3)

Hosté
- David Bowie – zpěv, syntezátor (14)
- Spike Edney – klávesy, doprovodné vokály (16–20), kytara (19)
- Michael Kamen – dirigent (15)
- Fred Mandel – syntezátor (13)

- National Philharmonic Orchestra – (15)